# Vivian Heisen
Vivian Heisen (ur. 27 grudnia 1993 w Wiefelstede) – niemiecka tenisistka.

## Kariera tenisowa
W ciągu kariery zwyciężyła w dwóch singlowych oraz dziesięciu deblowych turniejach rangi ITF.
W 2020 roku, podczas French Open zadebiutowała w turnieju głównym imprezy wielkoszlemowej w grze podwójnej. Startując wówczas w parze z Emily Webley-Smith odpadła w pierwszej rundzie, po porażce z deblem Alison Riske-Ajla Tomljanović.
W sezonie 2022 osiągnęła finał zawodów w Sydney. Razem z Panną Udvardy uległy Annie Danilinie i Beatriz Haddad Mai 6:4, 5:7, 8–10. Razem z Katarzyną Kawą awansowała też do finału zawodów WTA 125 w Marbelli.
Najwyżej w rankingu WTA była sklasyfikowana na 328. miejscu w singlu (23 października 2017) oraz na 61. miejscu w deblu (18 kwietnia 2022).
Ostatni raz w grze pojedynczej wystąpiła w październiku 2023 roku, a w podwójnej w sierpniu 2024.

## Finały turniejów WTA
| Legenda                   | Legenda |
| ------------------------- | ------- |
| Wielki Szlem              |         |
| Igrzyska olimpijskie      |         |
| WTA Tour Championships    |         |
| od 2021                   |         |
| WTA 1000 (obowiązkowe)    |         |
| WTA 1000 (nieobowiązkowe) |         |
| WTA 500                   |         |
| WTA 250                   |         |
| WTA 125                   |         |

### Gra podwójna 1 (0–1)
| Końcowy wynik | Nr | Data             | Turniej | Nawierzchnia | Partnerka     | Przeciwniczki                     | Wynik finału   |
| ------------- | -- | ---------------- | ------- | ------------ | ------------- | --------------------------------- | -------------- |
| Finalistka    | 1. | 15 stycznia 2022 | Sydney  | Twarda       | Panna Udvardy | Anna Danilina Beatriz Haddad Maia | 6:4, 5:7, 8–10 |

## Finały turniejów WTA 125

### Gra podwójna 2 (1–1)
| Końcowy wynik | Nr | Data            | Turniej   | Nawierzchnia | Partnerka      | Przeciwniczki                 | Wynik finału   |
| ------------- | -- | --------------- | --------- | ------------ | -------------- | ----------------------------- | -------------- |
| Finalistka    | 1. | 2 kwietnia 2022 | Marbella  | Ceglana      | Katarzyna Kawa | Irina Bara Ekaterine Gorgodze | 4:6, 6:3, 6–10 |
| Zwyciężczyni  | 1. | 21 maja 2023    | Florencja | Ceglana      | Ingrid Neel    | Asia Muhammad Giuliana Olmos  | 1:6, 6:2, 10–8 |

## Finały turniejów ITF
| turnieje z pulą nagród 100 000 $ (W100) |
| turnieje z pulą nagród 80 000 $ (W80)   |
| turnieje z pulą nagród 60 000 $ (W75)   |
| turnieje z pulą nagród 40 000 $ (W50)   |
| turnieje z pulą nagród 25 000 $ (W35)   |
| turnieje z pulą nagród 15 000 $ (W15)   |
| turnieje z pulą nagród 10 000 $         |

### Gra pojedyncza 5 (2–3)
| Rezultat     |    | Data       | Turniej  | ($)    | Naw.    | Przeciwniczka     | Wynik         |
| Finalistka   | 1. | 03/11/2012 | Monastyr | 15 000 | Twarda  | Nikola Vajdová    | 3:6, 6:1, 3:6 |
| Finalistka   | 2. | 04/04/2015 | Manama   | 10 000 | Twarda  | Fatima an-Nabhani | 4:6, 6:7(2)   |
| Finalistka   | 3. | 06/09/2015 | Engis    | 10 000 | Ceglana | Katharina Lehnert | 3:6, 6:2, 1:6 |
| Zwyciężczyni | 1. | 11/10/2015 | Sozopol  | 10 000 | Twarda  | Julia Terziyska   | 6:2, 7:6(1)   |
| Zwyciężczyni | 2. | 26/06/2016 | Breda    | 10 000 | Ceglana | Kelly Versteeg    | 6:2, 6:1      |

### Gra podwójna 19 (10–9)
| Rezultat     |     | Data       | Turniej          | ($)      | Naw.            | Partnerka           | Przeciwniczki                                  | Wynik               |
| Finalistka   | 1.  | 16/06/2012 | Meppel           | 10 000   | Ceglana         | Marrit Boonstra     | Ysaline Bonaventure Nicolette van Uitert       | 6:1, 4:6, 7–10      |
| Finalistka   | 2.  | 25/01/2014 | Kaarst           | 10 000   | Dywanowa (hala) | Linda Prenkovic     | Olha Janczuk Nastja Kolar                      | 5:7, 3:6            |
| Finalistka   | 3.  | 16/08/2015 | Hechingen        | 25 000   | Ceglana         | Katharina Lehnert   | Andrea Gámiz Anastasija Wasyljewa              | 6:4, 6:7(4–7), 3–10 |
| Zwyciężczyni | 1.  | 10/10/2015 | Sozopol          | 10 000   | Twarda          | Julia Terziyska     | Lenka Kunčíková Karolína Stuchlá               | 6:3, 6:1            |
| Zwyciężczyni | 2.  | 05/08/2016 | Wiedeń           | 10 000   | Ceglana         | Janina Toljan       | Petra Krejsová Anna Slováková                  | 6:3, 6:2            |
| Finalistka   | 4.  | 14/08/2016 | Hechingen        | 25 000   | Ceglana         | Pia König           | Nicola Geuer Anna Zaja                         | 3:6, 1:6            |
| Zwyciężczyni | 3.  | 11/02/2017 | Trnawa           | 15 000   | Twarda (hala)   | Margarita Lazariewa | Sandra Jamrichová Vivien Juhászová             | 4:6, 6:4, 10–7      |
| Zwyciężczyni | 4.  | 06/05/2017 | Wiesbaden        | 25 000   | Ceglana         | Storm Sanders       | Diāna Marcinkēviča Rebeka Masarova             | 7:5, 5:7, 10–8      |
| Zwyciężczyni | 5.  | 13/07/2018 | Turyn            | 25 000   | Ceglana         | Sandra Samir        | Martina Caregaro Federica Di Sarra             | 6:3, 6:2            |
| Zwyciężczyni | 6.  | 26/01/2019 | Kazań            | 25 000   | Twarda (hala)   | Ganna Poznichirenko | Alona Fomina-Klotz Jekatierina Jaszyna         | 6:4, 6:3            |
| Finalistka   | 5.  | 02/03/2019 | Moskwa           | 25 000   | Twarda (hala)   | Ganna Poznichirenko | Sofja Łansere Jelena Rybakina                  | 6:1, 3:6, 4–10      |
| Zwyciężczyni | 7.  | 29/06/2019 | Darmstadt        | 25 000   | Ceglana         | Katharina Hobgarski | Lena Lutzeier Natalia Siedliska                | 6:7(4), 6:2, 10–4   |
| Zwyciężczyni | 8.  | 20/07/2019 | Nur-Sułtan       | 80 000   | Twarda          | Marie Bouzková      | Włada Kowal Kamilla Rachimowa                  | 7:6(8), 6:1         |
| Finalistka   | 6.  | 17/08/2019 | Lipsk            | 25 000+H | Ceglana         | Anna Danilina       | Petra Krejsová Jesika Malečková                | 6:4, 3:6, 6–10      |
| Zwyciężczyni | 9.  | 31/08/2019 | Wiedeń           | 25 000   | Ceglana         | Katharina Hobgarski | Irene Burillo Escorihuela Andrea Lázaro García | 7:6(4), 6:4         |
| Zwyciężczyni | 10. | 20/09/2019 | Roehampton       | 25 000   | Twarda          | Katharina Hobgarski | Freya Christie Maria Sanchez                   | 7:5, 1:6, 10–7      |
| Finalistka   | 7.  | 28/09/2019 | Caldas da Rainha | 60 000   | Twarda          | Anna Danilina       | Jessika Ponchet Izabełła Szinikowa             | 1:6, 3:6            |
| Finalistka   | 8.  | 02/11/2019 | Nantes           | 60 000   | Twarda (hala)   | Jana Sizikowa       | Akgul Amanmuradova Ekaterine Gorgodze          | 6:7(2), 3:6         |
| Finalistka   | 9.  | 06/08/2022 | Kozerki          | 100 000  | Twarda          | Katarzyna Kawa      | Alicia Barnett Olivia Nicholls                 | 1:6, 6:7(3)         |